# Strongylocentrotidae
A Strongylocentrotidae család a Camarodonta rendbe tartozik, mint az Echinidae, Echinometridae és a Parasaleniidae családok. Ide tartozik a lila tengerisün (Strongylocentrotus purpuratus).

## Rendszerezés
A családba 3 nem tartozik:
- Allocentrotus
- Hemicentrotus
- Strongylocentrotus